# David Vegara
David Vegara Figueras (Barcelona, 7 de septiembre de 1966) es un economista y político español. Fue diputado por Barcelona, y secretario de Estado de Economía desde el 19 de abril de 2004 al 14 de mayo de 2009.

## Biografía
Licenciado en Ciencias Económicas y Empresariales por la Universidad Autónoma de Barcelona. Sus inicios profesionales se encuentran en el ámbito de la docencia como profesor ayudante y profesor asociado en la Universidad Pompeu Fabra. También estudió en la London School of Economics.
En el sector de la empresa privada y el mundo financiero, ejerció como economista del departamento de análisis del Banco Sabadell. 
Entre 1993 y 1995 trabajó como vocal asesor en el departamento de economía del gabinete de la presidencia, durante el último gobierno de Felipe González. Tras su paso por la Administración, regresa a la empresa privada, incorporándose, en septiembre de 1995 a la empresa InterMoney, en la que ha desempeñado los puestos de subdirector de análisis, director general y presidente. 
En enero de 2004 regresa a la administración, en este momento a la Generalidad de Cataluña, cuando es nombrado secretario general del departamento de Sanidad y Seguridad Social. Nueve meses después, el primer consejo de ministros presidido por José Luis Rodríguez Zapatero, lo nombra secretario de Estado de Economía en el Ministerio de Economía y Hacienda y, por tanto número dos de Pedro Solbes. El día 9 de abril del 2009, tras la remodelación del gobierno y la sustitución de Pedro Solbes, dimite alegando motivos personales.
En efecto, al efectuarse la remodelación del gobierno el 7 de abril de 2009, Solbes fue relevado por Elena Salgado en ambas carteras. Varios medios nacionales e internacionales afirmaron que el relevo se debió a discrepancias acerca de cómo afrontar la crisis.
Seguidamente se trasladó a Washington para trabajar en el Fondo Monetario Internacional.
Desde septiembre de 2012 ejerce como asesor del Fondo Europeo de Rescate.
Desde abril de 2015 es miembro del consejo de administración del Banco Sabadell. En 2019 es nombrado Chief Risk Officer de Banco Sabadell, entidad financiera en la que ha asumido funciones directivas.